# Ibinda
O ibinda (ou "cabinda") é um dialeto da língua congo falado na província de Cabinda, em Angola. Era antigamente conhecido pelo nome de fiote, hoje considerado pejorativo; esta palavra (mfiôte) significa "preto"/"negro" — como cor e como raça.
Os ibindas são um subgrupo étinico dos congos, com o ibinda sendo parte mesmo grupo etnolinguístico, a língua congo, uma das maiores línguas bantas
O ibinda é uma compilação de diversos dialetos das oito tribos que compõem os ibindas (o povo ou as populações de Cabinda, incluindo os pertencentes à etnia ibinda ou não, todos os naturais ou residentes da província), havendo diferenças de pronúncia nos diferentes falares entre essas tribos. 
As oito tribos são: bauóio, bacuacongo, balinge, baluango, basundi, baiombe, bavili e bacochi, todas da etnia congo, com infiltrações nas duas repúblicas vizinhas, o Congo-Quinxassa e o Congo-Brazavile. A diferença nos dialectos pode ser notada nos termos que designam o nome da própria língua ibinda, que variam de kbinda, tchibinda, chibinda, e kibinda. Apesar das diferenças, todos esses subdialectos são classificados como sendo do mesmo dialeto.